# Affrontements de 2022 à Bagdad
Les affrontements de 2022 à Bagdad sont un conflit civil survenu à la suite des élections irakiennes de 2021 et par l'annonce du retrait de la politique de Muqtada al-Sadr. Des affrontements éclatent les 29 et 30 août 2022 principalement à Bagdad entre ses partisans et les forces gouvernementales.
Les troubles sont considérés comme la crise la plus grave que le pays a traversé depuis la défaite de l'État islamique en 2017, depuis laquelle l'Irak connait une relative stabilité. Les affrontements ont fait au moins 30 morts et 700 blessés, dont 110 membres des forces de sécurité.

## Déroulement
Dans la matinée, les partisans de Sadr prennent d'assaut le palais républicain dans la zone verte après l'annonce de sa retraite de la politique.
Selon les médecins, 30 partisans de Sadr ont été tués et 590 autres manifestants blessés, certains blessés par balle et d'autres par l'inhalation de gaz lacrymogène.
Peu de temps après l'assaut, un couvre-feu est décrété à Bagdad.
Qualifiant ces développements d'« escalade extrêmement dangereuse », la Mission d'assistance des Nations unies pour l'Irak (MANUI) appelle toutes les parties à « s'abstenir d'actions qui pourraient conduire à une chaîne d'événements imparable ».
Des manifestations sont également signalées dans tout l'Irak, y compris dans les provinces de Bassorah, Dhi Qar, Maysan et Muthanna.
Les affrontements prennent fin le 30 août lorsque Sadr exige que ses partisans mènent une « révolution pacifique » et quittent la zone verte. Il déclare qu'il ne souhaite pas faire partie d'une révolution violente et qu'il ne veut pas de sang irakien sur les mains. Il remercie également les forces de sécurité irakiennes pour leur impartialité lors des affrontements. À la suite du discours de Sadr, Hadi al-Amiri, chef de la milice pro-iranienne Hachd, publie une déclaration appelant au « dialogue ».